# 史奕簪
史奕簪（1704年—1770年），字朋九，號蔗園，江南江寧府溧陽縣人，清朝政治人物。

## 生平
生於康熙四十三年（1704年）十二月初三日。雍正七年（1729年）己酉科欽賜舉人，乾隆十三年（1748年）戊辰科二甲第三十二名進士。選翰林院庶吉士，散館授檢討，升左春坊左贊善，升左中允，十九年（1754年）任甲戌科會試同考官，授儒林郎，三十五年（1770年）七月二十五日卒，享年六十七歲。

## 家族
曾祖史鶴齡；祖父史夔，俱贈光祿大夫文淵閣大學士吏部尚書；父史貽直，光祿大夫文淵閣大學士吏部尚書，贈太保。弟史奕昂（兵部右侍郎）、史奕瓌。
夫人嘉禾曹氏（封安人）；繼妻宛平王氏（封安人）；側室馮氏。以次弟史奕昂第三子史祖榮為嗣。